# جیکو
جیکو (انگلیسی: Geco) شرکت خدمات نفتی نروژی است، که در سال ۱۹۷۲ تأسیس شد.